# Primulina fordii
Primulina fordii là một loài thực vật có hoa trong họ Tai voi (Gesneriaceae). Loài này sinh sống trong các tỉnh Quảng Đông, Quảng Tây, Quý Châu, Hồ Nam, Tứ Xuyên (Trung Quốc) và được William Botting Hemsley mô tả khoa học đầu tiên năm 1890 dưới danh pháp Didymocarpus fordii. Năm 1972, David Wood chuyển nó sang chi Chirita với danh pháp Chirita fordii. Năm 2011, Yin Z.Wang chuyển nó sang chi Primulina.